# NGC 477
NGC 477 ist eine Balken-Spiralgalaxie mit aktivem Galaxienkern vom Hubble-Typ SBc im Sternbild Andromeda am Nordsternhimmel. Sie ist schätzungsweise 270 Millionen Lichtjahre von der Milchstraße entfernt und hat einen Durchmesser von etwa 115.000 Lj. 
Das Objekt wurde am 18. Oktober 1786 von Wilhelm Herschel entdeckt.
Am 17. Dezember 2002 wurde in NGC 477 die Supernova SN 2002jy entdeckt.